# Estação Rock
Estação Rock é um filme de drama brasileiro de 2020 dirigido e escrito por Pablo Loureiros. O filme é protagonizado por Caio Paduan e conta ainda com Renan Monteiro, Jaffar Bambirra, Francisco Vitti, Rodrigo Dorado e Gabriela Medvedovski.

## Sinopse
Osso (Caio Paduan) é um jovem apaixonado por rock com o sonho de se tornar um superstar. Ele se encontra no início da carreira, encontrando uma série de contratempos em seu caminho com os demais integrantes de sua banda. Ao mesmo tempo, busca se reaproximar de seus pais e iniciar um relacionamento amoroso.

## Elenco
- Caio Paduan como Osso
- Gabriela Medvedosvski como Catarina
- Bruna Hamú como Suzana Aquino
- Jaffar Bambirra como Pimenta
- Renan Monteiro como Mestre
- Francisco Vitti como Alface
- Rodrigo Dorado como Tim
- Luciano Szafir como Thiagão
- Paloma Riani como Ester
- Raul Gazolla como João
- Nuno Leal Maia como Diretor do programa Papo de Varanda
- Roberto Rowntree como Fifi
- Betto Marque como Traficante

## Produção
O filme é dirigido, escrito e produzido por Pablo Loureiros. Essa é a segunda direção de longa-metragem de Pablo, sendo Portaria 243 (2015) o primeiro. A Animal Filmes assina a produção do longa. As filmagens ocorreram em Itatiaia e Resende, no Rio de Janeiro.

## Lançamento
O filme foi lançado em 5 de março de 2020 diretamente no serviço de streaming NOW. Um evento de pré-estreia ocorreu em 2 de março reunindo o elenco do filme no Rio de Janeiro.